# Preußisches Polizeiverwaltungsgesetz
Das Preußische Polizeiverwaltungsgesetz vom 1. Juni 1931 legte den Polizeibegriff für das gesamte preußische Staatsgebiet einheitlich fest und war für die weitere Systematisierung des deutschen Polizeirechts richtungsweisend.

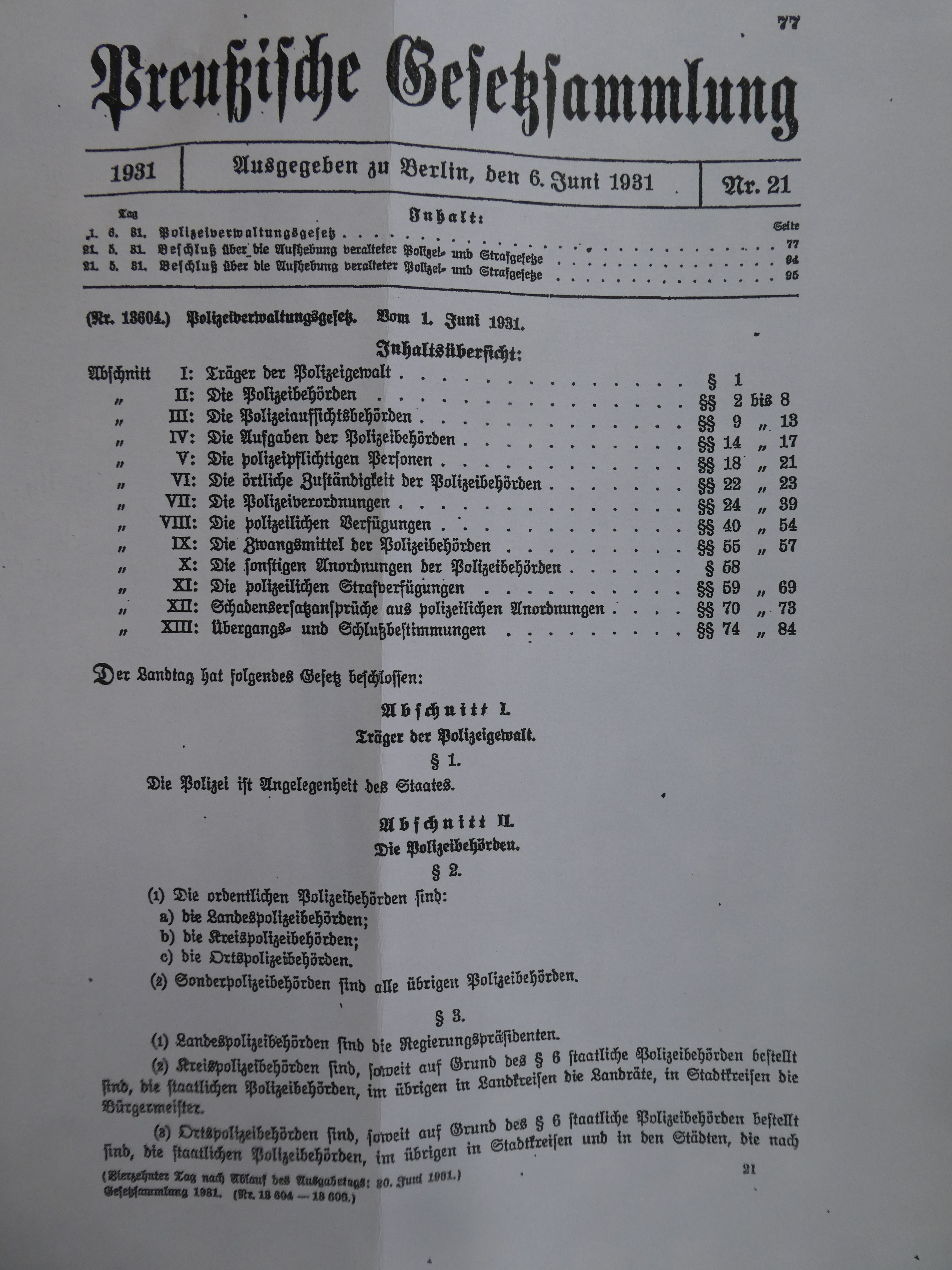
Polizeiverwaltungsgesetz vom 1. Juni 1931 (Preußische Gesetzessammlung S. 77)

## Der Wandel des Polizeibegriffs vom Mittelalter bis zur Neuzeit
Nach heute herrschender Meinung umfasst der Begriff Polizei jene Tätigkeit, die dadurch gekennzeichnet ist, dass sie der Abwehr von Gefahren für die öffentliche Sicherheit oder öffentliche Ordnung dient. Er ist das Ergebnis eines langen historischen Entwicklungsprozesses.
Polizei entstammt dem griechischen Wort politeia (πολιτεία), das die gesamte Staatsverwaltung beschrieb. Als Polizey im 15. Jahrhundert fand er Einzug in die deutsche Amtssprache und umschrieb in seiner ursprünglichen Bedeutung einen Zustand guter Ordnung des Gemeinwesens (Wohlfahrtspflege des Staates). Hiervon gingen die Reichspolizeiordnungen von 1530, 1548 und 1577 sowie die Landespolizeiordnungen aus. Sie enthielten zur Erhaltung eines Zustandes „guter Polizey“ für fast alle Lebensbereiche der Untertanen umfassende Reglementierungen. Die Polizeigewalt wurde in den absolutistischen deutschen Territorialstaaten zum Inbegriff der dem Fürsten zustehenden absoluten Staatsgewalt. Gegen diesen weiten Polizeibegriff und die mit ihm einhergehende Polizeigewalt des Monarchen wandte sich die liberal gesonnene Aufklärung. 1770 forderte der Staatsrechtler Johann Stephan Pütter: „… Aufgabe der Polizei ist die Sorge für die Abwendung bevorstehender Gefahren; die Wohlfahrt zu fördern ist nicht eigentlich Aufgabe der Polizei.“ Seine Theorien fanden Ausdruck im Preußischen Allgemeinen Landrecht aus dem Jahre 1794. Es kodifizierte das Zivilrecht, Strafrecht und weite Teile des Öffentlichen Rechts in einem einzigen Gesetzbuch. Zum Polizeirecht enthielt der § 10 Titel 17 Teil II folgende Bestimmung:
„Die nöthigen Anstalten zur Erhaltung der öffentlichen Ruhe, Sicherheit und Ordnung und zur Abwendung der dem Publico oder einzelnen Mitgliedern desselben bevorstehenden Gefahr zu treffen, ist das Amt der Polizey“.
Auf der Grundlage dieser Begriffsbestimmung enthielt das Gesetz über die Polizeiverwaltung vom 11. März 1850 spezialgesetzliche Regelungen. Mit seinem Kreuzbergurteil vom 14. Juni 1882 hat das Preußische Oberverwaltungsgericht die polizeilichen Befugnisse auf den Bereich der Gefahrenabwehr beschränkt. In anderen deutschen Ländern, so Bayern, Baden und Württemberg, enthielten die zwischen 1839 und 1871 erlassenen Polizeistrafgesetzbücher außer den sicherheitsrechtlichen Bestimmungen überwiegend solche über die Verhütung und Verfolgung von Straftaten.

## Entstehung des Gesetzes
Zwar hatte das Reich nach Artikel 9 Nr. 2 der Weimarer Verfassung (WRV) die Gesetzgebungszuständigkeit für den Schutz der öffentlichen Ordnung und Sicherheit, „soweit ein Bedürfnis für den Erlaß einheitlicher Vorschriften vorhanden ist“. Das Preußische Polizeiverwaltungsgesetz wurde jedoch nicht vom Reichstag mit einheitlicher Geltung für das gesamte deutsche Reich, sondern vom Preußischen Landtag mit Geltung nur für den Freistaat Preußen erlassen, weil das Reich insoweit von seinem Gesetzgebungsrechte keinen Gebrauch gemacht und daher die Länder das Recht der Gesetzgebung behalten hatten (Art. 12 WRV).
Die Ergebnisse der Rechtsprechung des Preußischen Oberverwaltungsgerichts sind von der Polizeiwissenschaft aufgegriffen und systematisiert worden und fanden im Gesetzeswerk ihren Niederschlag.
Die Entstehungsgeschichte des Gesetzes ist eng mit der Person des Wilhelm Arnold Drews verbunden. Als Präsident des Preußischen Oberverwaltungsgerichtes und Berater des Innenministers hatte er nachhaltigen Einfluss auf die Polizeireformpolitik Preußens.
In den Jahren 1928 bis 1931 erhielt das Regelungswerk dank der Vorarbeit des Wilhelm Drews durch die Referenten des preußischen Innenministers, Christian Kerstiens und Robert Kempner, seine endgültige Fassung. Es trat nach Veröffentlichung in der Preußischen Gesetzessammlung (S. 77) am 1. Oktober 1931 in Kraft.
Nach 1949 bildete das Gesetz erneut die Grundlage des Polizeirechts der bundesdeutschen Länder und damit auch für den Musterentwurf eines einheitlichen Polizeigesetzes von 1977. In den ehemals preußischen Gebietsteilen der Freien und Hansestadt Hamburg behielt das Gesetz bis zum 31. März 1966 formale Geltung, im Land Berlin bis zum 31. August 1975 und im Saarland sogar bis zum 31. Dezember 1989. Auch die nachfolgend erlassenen Landespolizeigesetze gehen in ihren Ursprüngen auf das Preußische Polizeiverwaltungsgesetz zurück.
Die Regelungen der polizeilichen Belange waren in der DDR bis zum 30. Juni 1968 auf das Preußische Polizeiverwaltungsgesetz gestützt.

## Aufbau des Gesetzes
Das Gesetz enthält in materieller Hinsicht die im Kaiserreich entwickelten Grundsätze des Polizeirechts, die nach 1918 in wesentlichen Teilen unverändert übernommen wurden.
- Abschnitt I: Träger der Polizeigewalt (§ 1)
- Abschnitt II: Die Polizeibehörden (§§ 2–8)
- Abschnitt III: Die Polizeiaufsichtsbehörden (§§ 9–13)
- Abschnitt IV: Aufgaben der Polizeibehörden (§§ 14–17)
- Abschnitt V: Polizeipflichtige Personen: Handlungsstörer, Eigentumsstörer, Nichtstörer (§§ 18–21)
- Abschnitt VI: Örtliche Zuständigkeit (§§ 22–23)
- Abschnitt VII: Polizeiliche Verordnungen (§§ 24–39)
- Abschnitt VIII: Polizeiliche Verfügungen (§§ 40–52)
- Abschnitt IX: Zwangsmittel der Polizeibehörden (§§ 55–57)
- Abschnitt X: sonstige Anordnungen der Polizeibehörden (§ 58)
- Abschnitt XI: Die polizeilichen Strafverfügungen (§§59–69)
- Abschnitt XII: Schadensersatzansprüche aus polizeilichen Anordnungen (§§ 70–73)
- Abschnitt XIII: Übergangs- und Schlussvorschriften (§§ 79–84)

Die in § 14 Absatz 1 geregelte polizeiliche Generalklausel findet sich nahezu wortgleich als Ermächtigungsgrundlage polizeilicher Gefahrenabwehrmaßnahmen in allen aktuellen Polizeigesetzen der Länder wieder und hat folgenden Wortlaut: 

„Die Polizeibehörden haben im Rahmen der geltenden Gesetze die nach pflichtmäßigem Ermessen notwendigen Maßnahmen zu treffen, um von der Allgemeinheit oder dem einzelnen Gefahren abzuwehren, durch die die öffentliche Sicherheit oder Ordnung bedroht wird.“

 Diese Bestimmung beinhaltet sowohl eine Aufgabenbeschreibung wie auch eine Eingriffsermächtigung für die Polizeibehörden.
Der „Schutz der öffentlichen Sicherheit“ richtet sich gegen Schäden, die den Bestand des Staates oder seiner Einrichtungen, Leben, Gesundheit, Freiheit oder Ehre des einzelnen oder das Vermögen im Allgemeinen gefährden.
Der „Schutz der öffentlichen Ordnung“ umfasst alle Normen, die ein gedeihliches, menschliches und staatsbürgerliches Zusammenleben gewährleisten. Durch den Begriff „pflichtgemäßes Ermessen“ wird der Polizei ein gewisser Spielraum gewährt, der insbesondere bei Gefahrenzuständen relevant sein kann, die als solche in den Gesetzen nicht definiert sind oder für die in den Gesetzen oder Dienstanweisungen keine genaue Verhaltensweise vorgeschrieben ist. Die polizeiliche Maßnahme muss angemessen und notwendig sein.